# Bibliothèque et Archives nationales du Québec
La Bibliothèque et Archives nationales du Québec (BAnQ) (in italiano: Biblioteca Nazionale e Archivi del Quebec) è un'istituzione culturale pubblica canadese. E' un'Azienda pubblica del Quebec, nata nel 2016 a seguito della fusione della Biblioteca Nazionale del Quebec e degli Archivi Nazionali del Quebec. 
La Bibliothèque nationale du Québec si era precedentemente fusa con la Grande Bibliothèque du Québec già nel 2002.

## Storia
Gli archivi nazionali del Quebec (in francese: Archives Nationales du Québec, ANQ) erano stati fondati il 2 settembre 1920, da Pierre-Georges Roy, primo capo archivista del Quebec. Lo scopo dell'istituzione era quello di elaborare materiali storici, più specificamente archivi pubblici e archivi del governo del Quebec, e raccogliere documenti relativi alla storia del Quebec. Nel 1961 l'ANQ fu portato sotto la giurisdizione del Dipartimento degli affari culturali e, nel 1963, fu ribattezzato Archives de la province de Québec .
Il 12 agosto 1967, l'Assemblea nazionale del Québec aveva adottato una legge che istituisce la Biblioteca nazionale del Quebec (BNQ).
Nell'autunno del 2004, le collezioni della Biblioteca centrale di Montreal, le collezioni di distribuzione BNQ e le nuove acquisizioni furono finalmente collocate sugli scaffali della Grande Bibliothèque e il 3 maggio 2005 inizia la sua attività.

## Collezioni

### Libri antichi
La BAnQ ha una raccolta di oltre 11.000 libri antichi, pubblicati tra il XV  e il XIX secolo. Basato all'inizio da documenti prodotti e conservati dalla congregazione dei Sulpiziani, il fondo comprende ora testi di altre comunità religiose, e agli scritti di alcuni personaggi storici. Fra questi i diari di viaggio di Samuel de Champlain e documenti prodotti dal politico Louis-Joseph Papineau. Tra questi documenti vi sono anche più di cento scritti in lingue native americane, rappresentanti le tre maggiori famiglie linguistiche presenti sul territorio del Québec: irochese, algonchino e inuit. Quasi tutti i 146 documenti in lingue native sono disponibili in formato digitale sul sito web di BAnQ. La collezione si arricchisce di una decina di volumi all'anno, acquisiti tramite acquisti o donazioni.

## Finalità
La missione della Bibliothèque et Archives Nationales du Québec è quella di raccogliere, conservare e diffondere permanentemente il patrimonio documentario pubblicato nel Québec e qualsiasi documento correlato che sia di interesse culturale, nonché qualsiasi documento relativo al Quebec.
La biblioteca è membro della International Internet Preservation Consortium.